# NGC 4968
NGC 4968 (другие обозначения — ESO 508-6, MCG -4-31-30, IRAS13044-2324, PGC 45426) — линзообразная галактика (SB0) в созвездии Гидры.
Это сейфертовская галактика типа 2, расположенная в 44 Мпк от Млечного Пути. Активное ядро скрыто слоем газа, достаточно оптически толстого для комптоновского рассеяния. Для таких условий рентгеновская светимость галактики достаточно высока: она составляет 7⋅1042 эрг/с .
Этот объект входит в число перечисленных в оригинальной редакции «Нового общего каталога».